# Госкора (потік)
Госкора (словац. Hoskora) — річка в Словаччині; права притока Вагу. Протікає в округах Мартін і Жиліна.
Довжина — 6.2 км. У верхній течії творить долину Госкора. Витікає в масиві Мала Фатра (частина Криванська Фатра) на висоті 1090 метрів.
Впадає у Ваг біля села Незбудска Лучка на висоті 367 метрів.